# Juan Manuel García-Ruiz
Juan Manuel García Ruiz (Sevilla, 3 de mayo de 1953) es profesor de investigación del CSIC del Laboratorio de Estudios Cristalográficos (LEC) de Granada (España). En 2005 recibió el Premio Maimónides concedido por la Junta de Andalucía por sus aportaciones al campo de la Cristalografía.

## Biografía
Nació en Sevilla en 1953. Doctor por la Universidad Complutense de Madrid (1980), ha sido Profesor de la Universidad Complutense y de la Universidad de Cádiz. Actualmente, desde 1990, es Profesor de Investigación del Consejo Superior de Investigaciones Científicas (CSIC).
Doctorado, en 1980, por la Universidad Complutense de Madrid, con la tesis:Teoría del crecimiento de cristales en geles. Precipitación polimórfica y agregados cristalinos de morfología inducida.
Su principal campo de estudio es el de los fenómenos de autoorganización en estructuras biológicas y geológicas. Ha logrado formar cristales biomorfos en condiciones inorgánicas, cuestionando el origen biológico de los que son considerados como los fósiles más antiguos de nuestro planeta, afectando a los modelos existentes sobre el origen de la vida. Es un experto internacional en cristalización de fármacos y proteínas, incluyendo la cristalización en el espacio. En este campo tiene varias patentes como el “Reactor de cristalización Granada” que ha sido adquirido por la Agencia espacial Japonesa JAXA y por la Agencia Espacial Europea (ESA).
Experto en Cristalografía y en sus aplicaciones a diversos campos, es autor de más de 150 publicaciones científicas en revistas tan prestigiosas como Nature, Science o Geology y acostumbra a escribir artículos de divulgación científica en los principales periódicos españoles. Miembro de la Real Sociedad Española de Historia Natural, de la Real Sociedad Española de Física y Química y de la Academia de Ciencias de Nueva York. Director del Laboratorio de Estudios Cristalográficos CSIC (Granada).